# Belford (Nueva Gales del Sur)
Belford es una localidad australiana del estado de Nueva Gales del Sur.

## Geografía
El lugar, perteneciente al estado de Nueva Gales del Sur, está ubicado junto al curso del Jump-up Creek, al norte de Sídney.

## Historia
A finales del siglo XIX, el lugar tenía contabilizada una población de 220 habitantes.